# Wesselényi család

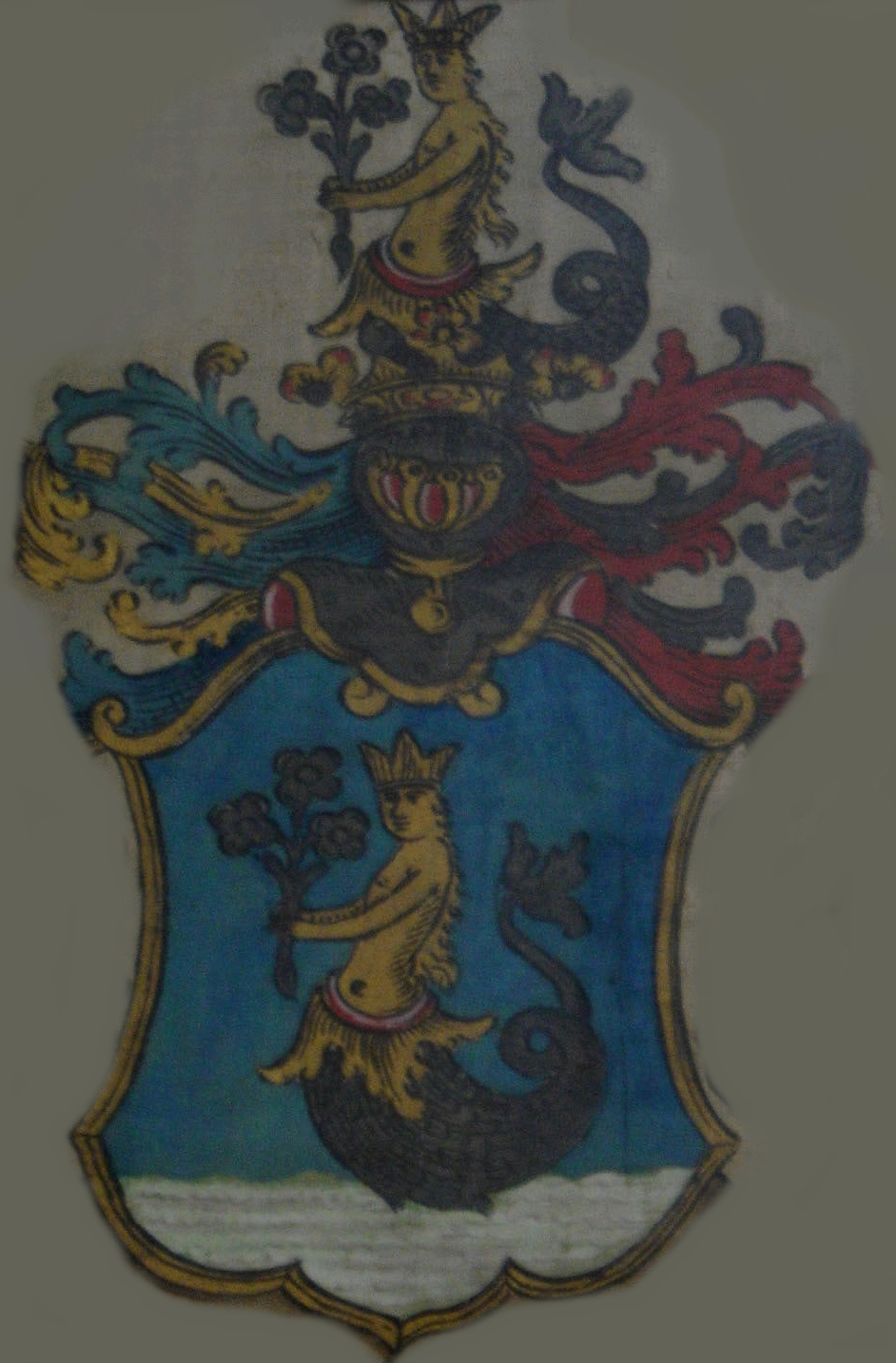
Wesselényi-címer, a kolozsvári Farkas utcai református templomból.

Wesselényi család (hadadi, báró) régi magyar nemzetség, mely eredetét a Nógrád vármegyében fekvő, de már a 16. század végén is puszta Weselény helységről, a Wesselényi család egykori ősi birtokáról vette.
A fent említett, Nógrád megyében fekvő Weselény-pusztát a fennmaradt hiteles oklevelek 1603-ban is még Wesselényi Katalin, Bessenyei Mihály hitvesének birtokaként említették.
A család eredetéről azonban többféle nézet is napvilágot látott: egyesek eredetét Csehországban keresték, az ottani Wesseling nevű helység után, mely a gróf Paár család birtoka volt, Wesselényi III. István  pedig 1729. szeptember 7-én kelt levelében családját morva eredetűnek véli.
A család első ismert őse Wesselényi Farkas volt, ki 1562-ben a Nógrád megyei Szécsény ostromában tűnt ki, majd 1567-ben Szádvár védői közt szerepelt. Neje lapispataki Segnyey Dóra volt. Két gyermekük született: I. Miklós, kitől a gyekei ág, míg másik fiuktól I. Ferenctől pedig a hadadi ág származott.
Ez utóbbi Báthory István erdélyi fejedelemtől és lengyel királytól kapott bárói rangot 1582-ben. Fia Pál (1685-1621), akinek a fia István közép-szolnoki főispán volt. Ennek fia ismét Pál, az erdélyi bujdosó kurucok vezére. Pálnak Béldi Zsuzsannától született fia István (1674-1734) a Habsburgok híve volt, jelentős tisztségeket töltött be Erdélyben. Két fiában, Ferencben (1705-1775) és Istvánban (1708-1757) két ágra válik a család: a hadadira és a zsibóira.
A hadadi ág Wesselényi Rózával (1846-1926) (Bánffy Béla képviselőházi elnöknek, majd – ennek halála után – Szereday Aladár képviselőnek a feleségével) halt ki.
A zsibói ág – és egyben a Wesselényi család – utolsó tagja Wesselényi Miklós (1911-1980) újságíró, egykori párizsi követségi tanácsos, a Magyar Külügyi Intézet Külpolitikai Iskolájának igazgatója, a Budapester Rundschau című hetilap főszerkesztője volt.

## A család ismertebb tagjai
- Anna (1584–1649/1650) a Csáky-család „ősanyja”
- Ferenc (1540-1594) kincstárnok, a bárói rang megszerzője. Neje: Sárkándy Anna
- Ferenc (1605–1667) nádor és gróf. Neje: 1. Bosnyák Zsófia, 2. Szécsy Mária
- Ferenc (1705–1775) közép-szolnoki főispán. Neje: gróf Rhédey Zsuzsa
- István (1583-1627), közép-szolnoki főispán, szörényi bán. Neje: Dersffy Kata
- István (1619–1656) közép-szolnoki főispán. Neje: báró Lónyay Anna
- István (1674–1734) országgyűlési elnök. Neje: gróf Bánffy Kata
- Jozefa (1812–1899) emlékiratíró. Férje: báró Bánffy János
- Miklós (1504–1584) erdélyi ítélő. Neje: Horváth Kata
- id. Miklós (1750–1809) katona, politikus, a „zsibói bölény”
- ifj. Miklós (1796–1850) politikus, az 1838-as pesti árvíz „árvízi hajósa”
- Pál (1654–1694) kuruc vezér
- Zsuzsanna (1744–1800) írónő. Férje: báró Bánffy György